# Shelley Berman
Sheldon 'Shelley' Leonard Berman (Chicago, 3 februari 1925 – Bell Canyon, 1 september 2017) was een Amerikaans acteur. 

## Loopbaan
Berman maakte in 1954 zijn acteerdebuut in een aflevering van de anthologieserie The Philco Television Playhouse. Zijn eerste filmrol volgde in 1955, als een niet bij naam genoemde stonede beatnik in de horrorfilm Dementia.
Naast filmrollen en vaste personages in verschillende televisieseries, speelde Berman eenmalige gastrollen in meer dan zestig andere series. Voorbeelden hiervan zijn The Twilight Zone (in 1961), Car 54, Where Are You? (1961), Rawhide (1962), Burke's Law (1964), Bewitched (1964), The Man from U.N.C.L.E. (1966), Get Smart (1967), The Mary Tyler Moore Show (1970), Adam-12 (1971), Police Woman (1975), Knight Rider (1985), St. Elsewhere (1987), The Munsters Today (1989), MacGyver (1991), Providence (2000), Walker, Texas Ranger (2000), That's My Bush! (2001), Lizzie McGuire (2002), The King of Queens (2003), Dead Like Me (2004), Grey's Anatomy (2005), Entourage (2007), Hannah Montana (2008), Pushing Daisies (2008), CSI: NY (2009) en Hawaii Five-0 (2012).
Berman was in 1975 eenmalig filmregisseur, van de komedie Keep Off My Grass!. Hij werd in 2008 genomineerd voor een Emmy Award voor zijn gastrol als Nat David in de komedieserie Curb Your Enthusiasm. Daarvoor werd hij in 2006 ook al eens samen met de gehele cast genomineerd voor een Screen Actors Guild Award. 

## Privé
Berman trouwde in 1947 met Sarah Herman. Samen met haar adopteerde hij zoon Joshua en dochter Rachel. Hij overleed in 2017 op 92-jarige leeftijd aan de ziekte van Alzheimer.

## Filmografie
*Exclusief televisiefilms
- The Legend of Secret Pass (2010, stem)
- You Don't Mess with the Zohan (2008)
- The Holiday (2006)
- Meet the Fockers (2004)
- The Last Producer (2000)
- Motorama (1991)
- Elliot Fauman, Ph.D. (1990)
- Teen Witch (1989)
- Rented Lips (1988)
- Beware! The Blob (1972)
- Every Home Should Have One (1970)
- Divorce American Style (1967)
- The Best Man (1964)
- Dementia (1955)

## Televisieseries
*Exclusief eenmalige gastrollen
- Curb Your Enthusiasm - Nat David (2002-2009, dertien afleveringen)
- Boston Legal - Judge Robert Sanders (2006-2008, elf afleveringen)
- Friends - Mr. Kaplan (1996-1997, twee afleveringen)
- L.A. Law - Ben Flicker (1992-1993, zes afleveringen)
- Brothers - Marcus Beechcroft (1984, twee afleveringen)
- Love, American Style - Verschillende (1970-1971, drie afleveringen)
- That's Life - Mr. Quigley (1968-1969, drie afleveringen)

- Biblioteca Nacional de España: XX1515206
- Bibliothèque nationale de France: cb14155229d (data)
- Gemeinsame Normdatei: 1015886000
- International Standard Name Identifier: 0000 0000 7824 9210
- Library of Congress Control Number: n85386250
- MusicBrainz: b63fa338-d106-4da3-8e57-ef992d46c21c
- Nationale Bibliotheek van Israël: 987007359567205171
- Istituto Centrale per il Catalogo Unico: DDSV244289
- SNAC: w6dv3xqw
- Virtual International Authority File: 61755337
- WorldCat: E39PBJrRdDF6mGtQMJDKj6YwYP